# Santo Domingo, Albay
Santo Domingo là một đô thị hạng 4 ở tỉnh Albay, Philippines. Theo điều tra dân số của Philipin năm 2015, đô thị này có dân số 34.967 người trong. 
Đô thị này có các bãi biển và các khu nghỉ dưỡng.

## Các khu phố (barangay)
Santo Domingo được chia thành 23 khu phố (barangay).
| - Alimsog - Buhatan - Calayucay - Fidel Surtida - Lidong - Bagong San Roque - San Juan Pob. (Bgy. 2) - Santo Domingo Pob. (Bgy. 4) - San Pedro Pob. (Bgy. 5) - San Vicente Pob. (Bgy. 6) - San Rafael Pob. (Bgy. 7) - Del Rosario Pob. (Bgy. 3) | - San Francisco Pob. (Bgy 1) - Nagsiya Pob. (Bgy. 8) - Salvacion - San Andres - San Fernando - San Isidro - San Roque - Santa Misericordia - Santo Niño - Market Site Pob. (Bgy. 9) - Pandayan Pob. (Bgy. 10) |